# Adolf Cieslar
Adolf Cieslar est un botaniste et un agronome autrichien, né le 25 septembre 1858 à Teschen et mort le 14 juillet 1934 à Vienne.

## Biographie
Il fait ses études à l’université de Vienne de 1876 à 1883 et se spécialise sur la botanique, la physiologie végétale et la sylviculture. Sa thèse porte sur l’influence de la lumière sur la germination des semences : Untersuchungen über den Einfluß des Lichtes auf die Keimung des Samens. De 1884 à 1905, il travaille au laboratoire expérimental sylvicole de Mariabrunn. De 1898 à 1925, il dirige le comité autrichien pour la forêt. En 1905, il devient professeur titulaire l’école d’enseignement supérieur agronomique. En 1910, il est recteur de cette même école. En 1926, il reçoit un titre docteur honoris causa de l’université de Munich et en 1930 deux titres honoris causa de la faculté sylvicole de Tharandt et de celle d’Eberswalde.

## Source
- (de) Biographie de l’Universität für Bodenkultur Wien